# Старостін Олександр Михайлович
Олекса́ндр Миха́йлович Ста́ростін (1909 , Липівка, Самарський повітd, Самарська губернія, Російська імперія  — не раніше 1985 ) — радянський військовий та державний діяч. Депутат Верховної Ради УРСР 1-го скликання (1938–1947).

## Біографія
Народився 1909 року в багатодітній родині селянина-бідняка в селі Липівка, тепер Сергіївський район, Самарська область, Росія. Закінчив сільську школу. З п'ятнадцятирічного віку вчився кравецькому ремеслу і працював водночас по господарству у кравців до 1928 року.
З 1929 по 1930 рік працював у колгоспі на Самарщині. З 1930 по 1931 рік — робітник заводу, пожежник у місті Самарі. Активно виконував громадську роботу, працював на селі по виконанню господарсько-політичних кампаній.
З 1931 року — в Червоній армії.
Член ВКП(б) з 1932 року.
На 1938 рік — командир ескадрильї Військово-повітряних сил (ВПС) РСЧА, яка дислокувалася у місті Лебедині Харківської області.
26 червня 1938 року обраний депутатом Верховної Ради УРСР 1-го скликання по Лебединській виборчій окрузі № 227 Харківської області.
Учасник німецько-радянської війни. Під час війни служив заступником командира 54-го Клинського бомбардувального авіаційного полку 301-ї бомбардувальної авіаційної дивізії 3-го бомбардувального авіаційного корпусу 16-ї Повітряної армії; заступником командира із політичної частини 124-го гвардійського бомбардувального авіаційного полку 4-ї гвардійської бомбардувальної авіаційної дивізії 5-го гвардійського бомбардувального авіаційного корпусу 1-ї Повітряної армії. Навчався на курсах удосконалення командного складу при Академії ВПС Червоної армії у Моніно.
Після війни продовжував службу у ВПС СРСР (місто Паневежис Литовської РСР).

## Військове звання
- гвардії майор

## Нагороди
- орден Червоного Прапора (24.08.1943)
- орден Вітчизняної війни 1-го ступеня (29.04.1945)
- орден Вітчизняної війни 2-го ступеня (06.04.1985)
- медалі